# Kameni Kukli
Kameni Kukli (makedonska: Камени Кукли) är ett område med över 120 naturligt formade stenpelare eller jordpyramider i Nordmakedonien. Det ligger i kommunen Kratovo, i den nordöstra delen av landet, 50 kilometer öster om huvudstaden Skopje. Kameni Kukli ligger 422 meter över havet. Närmaste större samhälle är Probištip, 15 kilometer sydost om Kameni Kukli.